# Pedrocortesella stellata
Pedrocortesella stellata är en kvalsterart som först beskrevs av Rjabinin 1986.  Pedrocortesella stellata ingår i släktet Pedrocortesella och familjen Licnodamaeidae. Inga underarter finns listade i Catalogue of Life.